# بني عبد السلام (إب)
بني عبد السلام هي إحدى قرى الجمهورية اليمنية. تتبع جغرافيا لمحافظة إب وإداريًا لمديرية حزم العدين. يبلغ تعداد سكانها 3476 نسمة حسب الإحصاء الذي أجري عام 2004.